# Marian Chrzan
Marian Chrzan (ur. 29 stycznia 1927 w miejscowości Nowy Wiśnicz) – pułkownik pilot Sił Zbrojnych Polskiej Rzeczypospolitej Ludowej, dowódca 26 pułku lotnictwa myśliwskiego, dowódca 40 pułku lotnictwa myśliwskiego, Inspektor MON ds. Bezpieczeństwa Lotów (1976–1989).

## Życiorys
W 1948 we Wrocławiu zdał egzaminy tzw. małej matury i od września 1948 został słuchaczem Oficerskiej Szkoły Lotniczej w Dęblinie. Po przeszkoleniu unitarnym przydzielony został do grupy pilotów myśliwskich. Szkolił się na samolocie UT-2, a następnie na myśliwcu bojowym Jak-9p. Promowany 3 września 1950 roku z 15 lokatą, uzyskał stopień chorążego i skierowany do 1 pułku lotnictwa myśliwskiego. 
Szybko awansował na stanowisko dowódcy klucza, a następnie dowódcy eskadry. W lipcu 1954 roku został pierwszym polskim dowódcą 26 pułku lotnictwa myśliwskiego w Zegrzu Pomorskim (do grudnia 1954). Po przeszkoleniu w Taganrogu w ZSRR na kursie dowódczo-sztabowym został dowódcą 40 pułku lotnictwa myśliwskiego w Świdwinie (1955–1957). Następnie został skierowany do pracy dydaktycznej w Centrum Szkolenia Lotniczego w Modlinie. 
W latach 1962–1966 studiował w Akademii Sztabu Generalnego WP w Rembertowie, a po ukończeniu studiów został wyznaczony do pełnienie obowiązków zastępcy szef Oddziału Studiów i Programowania w Inspektoracie Lotnictwa, a od 1968 roku w Dowództwie Wojsk Lotniczych w Poznaniu. W marcu 1973 przeszedł do instytucji Inspektora MON do spraw Bezpieczeństwa Lotów. 
W lipcu 1976 zastąpił gen. Tadeusza Krepskiego na stanowisku Inspektora i sprawował tę funkcję do 1989. W 1989 zakończył zawodową służbę wojskową i przeszedł w stan spoczynku. 
Od czasu wprowadzenia na wyposażenie Sił Zbrojnych PRL samolotów odrzutowych aż do końca służby wojskowej latał na samolotach MiG wszystkich serii i modyfikacji osiągając nalot ponad 3500 godzin.

## Odznaczenia
- Krzyż Oficerski Orderu Odrodzenia Polski (1980)
- Krzyż Kawalerski Orderu Odrodzenia Polski (1970)
- Złoty Krzyż Zasługi (1959)
- Złoty Medal „Siły Zbrojne w Służbie Ojczyzny”
- Srebrny Medal „Siły Zbrojne w Służbie Ojczyzny”
- Brązowy Medal „Siły Zbrojne w Służbie Ojczyzny”
- Złoty Medal „Za zasługi dla obronności kraju”
- Srebrny Medal „Za zasługi dla obronności kraju”
- Brązowy Medal „Za zasługi dla obronności kraju”
- Tytuł i Odznaka "Zasłużony Pilot Wojskowy PRL"
- Medal „Za umacnianie braterstwa broni” (ZSRR, 1984)[1]
- inne medale i odznaczenia

## Źródła
- Zenon Matysiak, W szeregu lotniczych pokoleń. Dzieje podchorążych XXII promocji Oficerskiej Szkoły Lotniczej w Dęblinie 1948-1950, Zespół Wydawniczy Wojsk Lotniczych i Obrony Powietrznej, Poznań 1998, str. 185
- Józef Zieliński: Dowódcy pułków lotnictwa polskiego 1921-2012. Warszawa: Bellona, 2015, s. 67-68. ISBN 978-83-11-13990-9. OCLC 924867180.